# Norsko na Zimních olympijských hrách 2006
Norsko na Zimních olympijských hrách 2006 v Turíně reprezentovalo 67 sportovců, z toho 46 mužů a 21 žen. Nejmladším účastníkem byl Frederik Austbø (17 let, 298 dní), nejstarším pak Pål Trulsen (43 let, 301 dní). Reprezentanti vybojovali 19 medailí, z toho 2 zlaté 8 stříbrných a 9 bronzových.

## Medailisté
| Medaile | Jméno                                                             | Sport                | Disciplína                  |
| ------- | ----------------------------------------------------------------- | -------------------- | --------------------------- |
| Zlato   | Kjetil André Aamodt                                               | Alpské lyžování      | Muži super-G                |
| Zlato   | Lars Bystøl                                                       | Skoky na lyžích      | Muži můstek (K90)           |
| Stříbro | Halvard Hanevold                                                  | Biatlon              | Muži sprint                 |
| Stříbro | Ole Einar Bjørndalen                                              | Biatlon              | Muži stíhání                |
| Stříbro | Ole Einar Bjørndalen                                              | Biatlon              | Muži jednotlivci            |
| Stříbro | Frode Estil                                                       | Běh na lyžích        | Muži skiatlon               |
| Stříbro | Marit Bjørgenová                                                  | Běh na lyžích        | Ženy 10 km                  |
| Stříbro | Tor Arne Hetland Jens Arne Svartedal                              | Běh na lyžích        | Družstvo mužů sprint        |
| Stříbro | Kari Traaová                                                      | Akrobatické lyžování | Ženy boule                  |
| Stříbro | Magnus Moan                                                       | Severská kombinace   | Muži sprint                 |
| Bronz   | Frode Andresen                                                    | Biatlon              | Muži sprint                 |
| Bronz   | Ole Einar Bjørndalen                                              | Biatlon              | Muži hromadný start         |
| Bronz   | Halvard Hanevold                                                  | Biatlon              | Muži jednotlivci            |
| Bronz   | Hilde Gjermundshaugová-Pedersenová                                | Běh na lyžích        | Ženy 10 km                  |
| Bronz   | Magnus Moan                                                       | Severská kombinace   | Muži jednotlivci            |
| Bronz   | Roar Ljøkelsøy                                                    | Skoky na lyžích      | Muži můstek (K90)           |
| Bronz   | Lars Bystøl                                                       | Skoky na lyžích      | Muži můstek (K120)          |
| Bronz   | Lars Bystøl Bjørn Einar Romøren Tommy Ingebrigtsen Roar Ljøkelsøy | Skoky na lyžích      | Družstvo mužů můstek (K120) |
| Bronz   | Kjersti Buaas                                                     | Snowboarding         | Ženy U rampa                |